# Чернов, Сергей Александрович (спортсмен)
Серге́й Алекса́ндрович Черно́в (род. 5 февраля 1979 года в Минске, Белорусская ССР) — белорусский легкоатлет, выступающий в спортивной ходьбе.

## Достижения
- На Кубке мира по спортивной ходьбе-2006 занял 11-е место.
- На Чемпионате Европы по легкой атлетике-2006 занял 9-е место.
- На Кубке Европы по спортивной ходьбе-2007 (1-е командное место, 8-е личное).
- Летние Олимпийские игры 2008 в Пекине — 44-е место на 20 км